# Campionat d'Europa de Futbol sub-17 de la UEFA
El Campionat d'Europa de Futbol sub-17 és una competició de futbol organitzada per la UEFA. Des del 1982 fins al 2001 va ser una competició sub-16.
Aquest esdeveniment serveix com a competició preliminar per al Campionat del Món sub-17 que es juga cada any següent.

## Edicions del torneig
| 1982 Detalls | Itàlia              | Itàlia              | 1 - 0                  | R.F. Alemanya   | Iugoslàvia              | 0 - 0 (4 - 2) (penals)  | Finlàndia               |
| 1984 Detalls | R.F. Alemanya       | R.F. Alemanya       | 2 - 0                  | URSS            | Anglaterra              | 1 - 0                   | Iugoslàvia              |
| 1985 Detalls | Hongria             | URSS                | 4 - 0                  | Grècia          | Espanya                 | 1 - 0                   | R.D. Alemanya           |
| 1986 Detalls | Grècia              | Espanya             | 2 - 1                  | Itàlia          | URSS                    | 1 - 1 (9 - 8) (penals)  | R.D. Alemanya           |
| 1987 Detalls | França              | Itàlia              | 1 - 0                  | URSS            | França                  | 3 - 0                   | Turquia                 |
| 1988 Detalls | Espanya             | Espanya             | 0 - 0 (4 - 2) (penals) | Portugal        | R.D. Alemanya           | 0 - 0 (5 - 4) (penals)  | R.F. Alemanya           |
| 1989 Detalls | Dinamarca           | Portugal            | 4 - 1                  | R.D. Alemanya   | França                  | 3 - 2                   | Espanya                 |
| 1990 Detalls | R.D. Alemanya       | Txecoslovàquia      | 3 - 2 (pròrroga)       | Iugoslàvia      | Polònia                 | 3 - 2                   | Portugal                |
| 1991 Detalls | Suïssa              | Espanya             | 2 - 0                  | Alemanya        | Grècia                  | 1 - 1 (5 - 4) (penals)  | França                  |
| 1992 Detalls | Xipre               | Alemanya            | 2 - 1                  | Espanya         | Itàlia                  | 1 - 0                   | Portugal                |
| 1993 Detalls | Turquia             | Polònia             | 1 - 0                  | Itàlia          | Txecoslovàquia          | 2 - 1                   | França                  |
| 1994 Detalls | República d'Irlanda | Turquia             | 1 - 0                  | Dinamarca       | Ucraïna                 | 2 - 0                   | Àustria                 |
| 1995 Detalls | Bèlgica             | Portugal            | 2 - 0                  | Espanya         | Alemanya                | 2 - 1 (pròrroga)        | França                  |
| 1996 Detalls | Àustria             | Portugal            | 1 - 0                  | França          | Israel                  | 3 - 2                   | Grècia                  |
| 1997 Detalls | Alemanya            | Espanya             | 0 - 0 (5 - 4) (penals) | Àustria         | Alemanya                | 3 - 1                   | Suïssa                  |
| 1998 Detalls | Escòcia             | República d'Irlanda | 2 - 1                  | Itàlia          | Espanya                 | 2 - 1                   | Portugal                |
| 1999 Detalls | República Txeca     | Espanya             | 4 - 1                  | Polònia         | Alemanya                | 2 - 1                   | República Txeca         |
| 2000 Detalls | Israel              | Portugal            | 2 - 1 (gol d'or)       | República Txeca | Països Baixos           | 5 - 0                   | Grècia                  |
| 2001 Detalls | Anglaterra          | Espanya             | 1 - 0                  | França          | Croàcia                 | 4 - 1                   | Anglaterra              |
| 2002 Detalls | Dinamarca           | Suïssa              | 0 - 0 (4 - 2) (penals) | França          | Anglaterra              | 4 - 1                   | Espanya                 |
| 2003 Detalls | Portugal            | Portugal            | 2 - 1                  | Espanya         | Àustria                 | 1 - 0                   | Anglaterra              |
| 2004 Detalls | França              | França              | 2 - 1                  | Espanya         | Portugal                | 4 - 4 (3 - 2) (penals)  | Anglaterra              |
| 2005 Detalls | Itàlia              | Turquia             | 2 - 0                  | Països Baixos   | Itàlia                  | 2 - 1 (pròrroga)        | Croàcia                 |
| 2006 Detalls | Luxemburg           | Rússia              | 2 - 2 (5 - 3) (penals) | República Txeca | Espanya                 | 1 - 1 (3 - 2) (penals)  | Alemanya                |
| 2007 Detalls | Bèlgica             | Espanya             | 1 - 0                  | Anglaterra      | Bèlgica i França        | Bèlgica i França        | Bèlgica i França        |
| 2008 Detalls | Turquia             | Espanya             | 4 - 0                  | França          | Països Baixos i Turquia | Països Baixos i Turquia | Països Baixos i Turquia |
| 2009 Detalls | Alemanya            | Alemanya            | 2-1                    | Països Baixos   | Itàlia i Suïssa         | Itàlia i Suïssa         | Itàlia i Suïssa         |
| 2010 Detalls | Liechtenstein       | Anglaterra          | 2-1                    | Espanya         | França i Turquia        | França i Turquia        | França i Turquia        |
| 2011 Detalls | Sèrbia              | Països Baixos       | 5-2                    | Alemanya        | Anglaterra i Dinamarca  | Anglaterra i Dinamarca  | Anglaterra i Dinamarca  |
| 2012 Detalls | Eslovènia           | Països Baixos       | 1-1 (5-4) (penals)     | Alemanya        | Geòrgia i Polònia       | Geòrgia i Polònia       | Geòrgia i Polònia       |
| 2013 Detalls | Eslovàquia          | Rússia              | 0-0 (5-4) (penals)     | Itàlia          | Eslovàquia i Suècia     | Eslovàquia i Suècia     | Eslovàquia i Suècia     |

## Palmarès
| País                       | Campionats | Anys                                           |
| -------------------------- | ---------- | ---------------------------------------------- |
| Espanya                    | 8          | 1986, 1988, 1991, 1997, 1999, 2001, 2007, 2008 |
| Portugal                   | 5          | 1989, 1995, 1996, 2000, 2003                   |
| Alemanya Federal/ Alemanya | 3          | 1984, 1992, 2009                               |
| Itàlia                     | 2          | 1982, 1987                                     |
| Rússia/ URSS               | 2          | 1985, 2006                                     |
| Turquia                    | 2          | 1994, 2005                                     |
| Països Baixos              | 2          | 2011, 2012                                     |
| Txecoslovàquia             | 1          | 1990                                           |
| Polònia                    | 1          | 1993                                           |
| República d'Irlanda        | 1          | 1998                                           |
| Suïssa                     | 1          | 2002                                           |
| França                     | 1          | 2004                                           |
| Anglaterra                 | 1          | 2010                                           |
| Rússia                     | 1          | 2013                                           |